# Pozdě
Pozdě je opera o jednom jednání českého skladatele Vojty (Vojtěcha) Mádla (Kubeše-Mádla) na libreto českého herce, režiséra a dramatika Viléma (Vilíka) Táborského (vl. jm. Václav Vilém Neumann, 1869–1935). Byla napsána roku 1904 a premiéru měla 15. ledna 1905 v brněnském Národním divadle.

## Vznik, charakteristika a historie
Skladatel Vojta Mádlo se po působení ve vojenské hudbě stal v roce 1897 kapelníkem společnosti Švandovy a v letech 1898–1901 Národního divadla v Brně, v letech 1901–1908 pak byl hobojistou v orchestru Národního divadla. Tato činnost jej na počátku 20. století přivedla k hudebnímu divadlu. Jako skladatel se širší veřejnosti představil dramatickou ouverturou, kterou uvedla Česká filharmonie na koncertě v Plodinové burze v roce 1904.
Vojta Mádlo svou první jednoaktovou operu napsal zprvu jen jako pokus; předložil ji však České akademii věd a umění, kde došla uznání a skladatel získal hmotnou podporu ve výši 1000 K na dokončení celovečerní opery Královniny diamanty (podle Alexandra Dumase, rovněž na libreto Vilíka Táborského). Tím povzbuzen nabídl svou operní prvotinu Národnímu divadlu v Brně – kde byl dobře znám z nedávné doby svého kapelnictví – a druhou operu Národnímu divadlu. Královniny diamanty nikdy jeviště nespatřily (stejně jako Mádlova další opera Blouznivci na Táborského libreto podle námětu Edmonda Rostanda), ale aktovku Pozdě brněnské divadlo uvedlo, a to poprvé 15. ledna 1905. Mádlo se při té příležitosti vrátil do Brna a nastudoval operu ve spolupráci s kapelníkem Cyrilem Metodějem Hrazdirou, přičemž premiéru dirigoval sám.
Skladatel označil své dílo jako „hudební drama“. Opera je vedena v deklamativních dialozích, ale objevují se lyrická samostatná čísla – píseň Jiřiny, árie Kotíka, dvojzpěv Jiřiny se Sumínem, orchestrální polka. Sbor se uplatní na začátku opery (k charakteristice prostředí) a pak v závěrečné části při hospodské zábavě. Mádlo používá se značnou důsledností metodu příznačných motivů, které charakterizují různé prvky: je zde motiv Jiřininy lásky ke Kotíkovi a jiný motiv její lásky k Sumínovi, motiv její vzplanuvší nenávisti k Sumínovi, Kotíkův motiv žárlivosti, motiv smrti (který předznamenává tragické vyústění opery již v předehře), dílo prostupující motiv nestálého hereckého života. Tyto motivy nejsou rozpracovávány wagnerovským způsobem, spíše se vracejí vedle sebe jako pamětné motivy v nezměněné podobě.
Recenze soustředily svou kritiku na libreto – někdy až exkluzivně, jako referent Národních listů, který tvrdil: „možno-li mluviti o vadách opery, pak spadají pouze na vrub libreta.“ Již před premiérou Karel Hoffmeister v Daliboru upozorňoval, že děj je „nebohatý a veškeré zápletky prostý“. Libretista a recenzent časopisu Zlatá Praha (Václav Juda Novotný) poodhaloval jeho historii: „Z nedostatku vhodného a života schopného libreta pustil se Mádlo do zhudebnění textu, jehož cena po stránce literární i divadelní byla nanejvýše chatrná, a teprve když dílo bylo již takměř hotovo, dal si text jiným libretistou [samotným V. J. Novotným?] znova upraviti a snažil se, aby se dílo stalo aspoň dodatečně záživnějším a působivějším.“ Podle Maxmiliána Koblížka, recenzenta Lidových novin, bylo libreto i po přepracování „tak nešťastné, tak slepené, že nemůže nejmenšího dojmu zanechati“. I podle Karla Sázavského (v Daliboru a Moravské orlici) bylo libreto „velmi slabé, všední a zcela nedramatické,“ – „žádný děj, všední událost, jak denně na všech stranách se odehrává, žádné vzrušující momenty, konec odporný“. Podobně míní Jan Kakš ve Hlídce („bez nejmenšího dramatického tepu, pouhopouhá nevzrušující prosa všedního života“) a Robert Saska v Brněnských novinách („děj […] je sám sebou sice neobyčejně brutální, ale zcela všední. Poměr hlavních osob není psychologicky nijak prohlouben, aniž dramaticky vystupňován […] dramatický ruch, pokud se v celku jeví, je […] teprve vnesen skladatelem“). Recenzenti poukazovali na zjevnou závislost zápletky na populárních Leoncavallových Komediantech, ale porovnání dopadalo nepříznivě. Kritiky rovněž naznačovaly, že tragédie z civilního prostředí byla pro operní zpěváky herecky obtížná.
Mádlova hudba byla naproti tomu oceněna vesměs příznivě. Opera Pozdě byla hodnocena jako zdařilý krok a nadějný příslib do budoucna spíše než jako dobré dílo samo o sobě – byla to jen „prvotina začátečníka“, mínil Jan Kakš. Přestože práci s příznačnými motivy kritici shledávali vnější a souřadnou (tj. bez tematické práce) a jednotlivé motivy někdy jako málo výrazné, hlavně po rytmické stránce, ocenili snahu zajistit jednotnost díla. Rovněž deklamace zpívaného slova byla řešena bezchybně, jen Saska upozorňoval, že partie sólistů jsou příliš namáhavé, protož jsou napsány příliš vysoko. Všichni recenzenti oceňovali jako hlavní rys melodickou invenci, hlavně na lyrických místech; podle Sázavského například Mádlo „vynikáť melodičností a to dosti zdravou, ne přesládlou“. Mezi zvlášť zajímavými byla citována prakticky všechna sólová a ansámblová čísla opery a také „rozkošná polka v duchu Smetanovském“. Karel Hoffmeister ovšem s ohledem na „ty jednoduché melodické linie“ zpochybňoval snahu skladatele „působit tak značnou měrou nejčelnějším jinak prvkem hudebním, pouhou melodií,“ se záměrem zalíbit se obecenstvu.
V. J. Novotný se však rozcházel se svými kolegy v názoru, že „ani silný dramatický výraz [Mádlovi] neschází“; jiní recenzenti naopak poukazovali na nedramatičnost jako podstatnou vadu. „Vše plyne … shlazeně, jemně, někdy i sentimentálně, kteráž hudba sice lahodí sluchu, ale nerozehřeje, nevzpruží, nevyvolá v dramatice trvalého zájmu, snadno se zapomíná. Jak lehce přišla, tak lehce mizí,“ píše Koblížek; „dikce orchestru Mádlova plyne klidně, jak klidně dá se celý děj vypravovati a poslouchati, aniž by napínal nebo vzrušoval,“ míní Sázavský.
Při posuzování instrumentace byla kritika obezřetná s ohledem na skromnost orchestru, který mělo brněnské divadlo k dispozici, ale ocenila její zručnost, příhodné barvy a zajímavé harmonie, jakož i interakci orchestru se zpěváky – problematický bod začínajících skladatelů. Konstatovali však nedostatek polyfonie: skladatel „naprosto se vyhýbá polyfonnímu slohu a vůbec i každému náběhu kontrapunktického zpracování,“ vytýká mu Sázavský, ač to by bylo pro ambicióznější dílo nezbytné.
Václav Juda Novotný charakterizoval Mádla tak, že je „skladatelem pokrokového směru, jehož cílem je hudební drama“, přitom však není „bouřlivý novotář, jenž by hledal nové cesty a pouštěl se v boj za nové ideály; osobuje si všechny vymoženosti dneška, ale jinak zcela klidně postupuje vyjetými již kolejemi“. Robert Saska popsal Mádlův sloh stručněji jako „kompromisní“. Vedle zjevného sklonu k verismu (jenž byl dle Novotného „přechodný a u začátečníka omluvitelný“) zmiňovali recenzenti vliv Čajkovského; znaky české národní hudby – popřípadě přímo ohlasy Bedřicha Smetany – jen ve sborových a tanečních číslech.
Mádlova operní prvotina Pozdě byla obecenstvem v Brně přijata dobře – přestože byla nastudována se spěchem a provedení bylo jen „přiměřeně pěkné“ –, ale neudržela se na repertoáru dlouho a jiná divadla ji nepřevzala. Další Mádlovy operní práce se už na jeviště nedostaly. Roku 1908 se skladatel vrátil k povolání vojenského kapelníka a zaměřil i svou skladatelskou činnost jinými směry.

## Osoby a první obsazení
| osoba                             | hlasový obor | premiéra (15. ledna 1905)     |
| --------------------------------- | ------------ | ----------------------------- |
| Chvátal, starý herec              | bas          | Alois Pivoňka                 |
| Jiřina, jeho dcera                | soprán       | Leopoldina Svobodová-Hanusová |
| Jan Kotík, herec, Jiřinin milenec | baryton      | Karel Beníško                 |
| Vojtěch Sumín, lesnický příručí   | tenor        | Alois Doubravský              |
| Herci, obyvatelé městečka         |              |                               |
| Dirigent: Vojta Mádlo             |              |                               |
| Režie: Josef Malý                 |              |                               |

## Děj opery
Děj se odehrává v současnosti v hospodě venkovského městečka, v níž se chystá představení kočující divadelní společnosti. V ní hraje i mladá Jiřina, dcera herce Chotíka. Její zemřelá matka byla prostým venkovským děvčetem právě odsud a Jiřina je už unavena kočovným venkovským životem stejně jako volným milostným svazkem se svým spoluhercem Janem Kotíkem. Budí se v ní matčina krev; přála by si potulnou hereckou branži opustit a usadit se k normálnímu životu. V tomto rozpoložení se seznámí s Vojtěchem Sumínem, lesnickým příručím, a oba k sobě zahoří vroucí láskou.
Chvátal Jiřině domlouvá Jiřině, aby se nevzdávala svého povolání a vrátila se ke svému bývalému milenci, ale Jiřina se nenechá přesvědčit. I Kotík žárlí a sleduje každý Jiřinin krok. Cítí, že se mu Jiřina rychle vzdaluje, a proto se odhodlává ke kroku, který dlouho odkládal, a nabízí Jiřině sňatek. Ta však jeho sliby i vyhrůžky odmítne se slovem „pozdě“.
V hospodě hraje muzika a místní se dávají do tance. Pro Jiřinu si přijde Sumín. Při pohledu na to, jak se Jiřina a Sumín k sobě na veřejnosti důvěrně mají, popadne žárlivého Kotíka vztek, vbíhá se mezi ně a snaží se je roztrhnout; Vojtěch se mu však postaví a jeho hrozeb se neleká. Chvátal se rozezleného Kotíka snaží ukrotit a odvést stranou. Jiřina mezitím hledá opět ochranu v Sumínově náručí. Kotík, zpozorovav to, se vrhá na Vojtěcha a zezadu ho probodne nožem. Jiřina, obklopena konsternovanými místními lidmi, nad mrtvolou truchlí nad ztracenou nadějí na skutečnou lásku – je „pozdě“.